# Lennart Olson (fotograf)

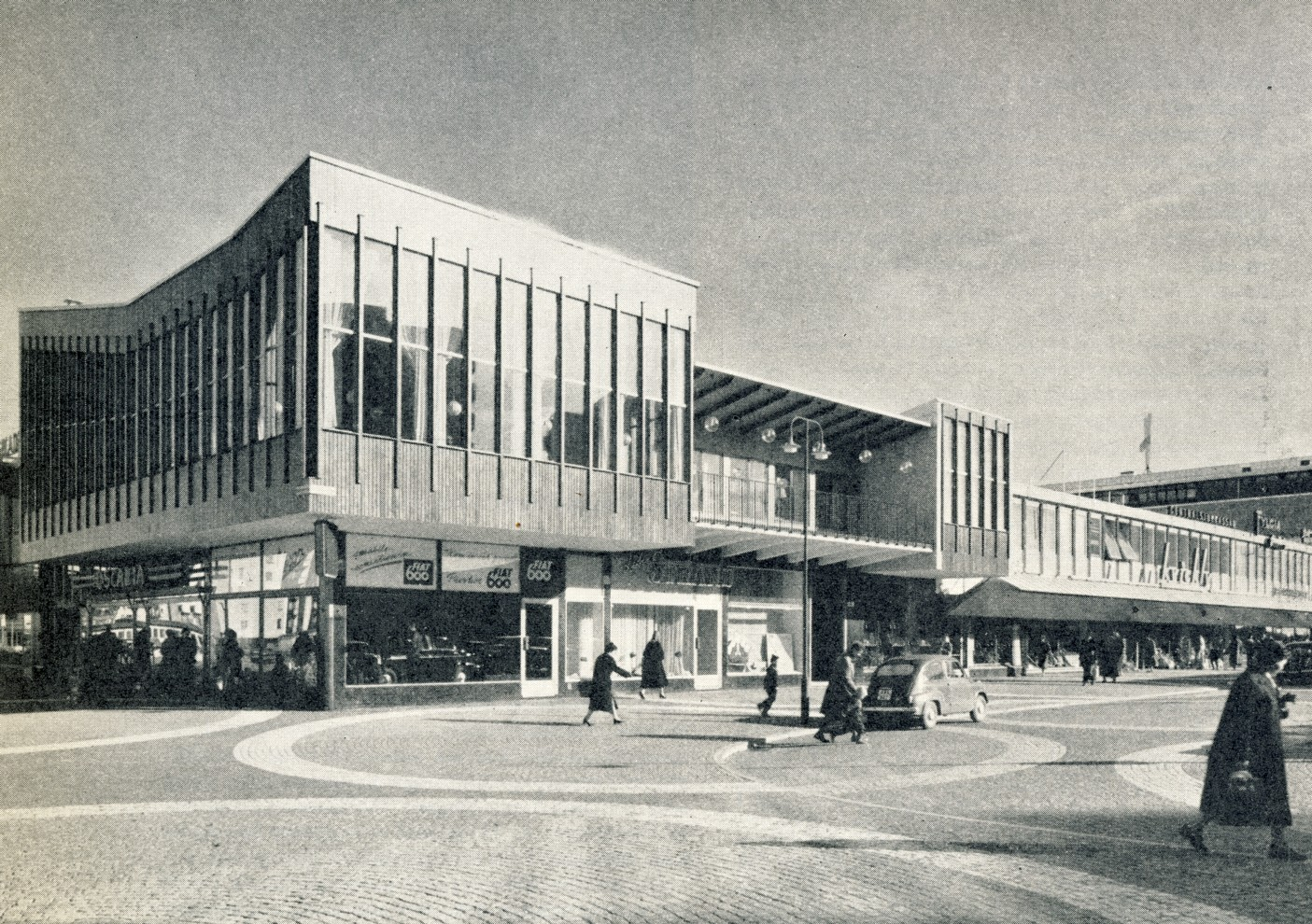
Středisko Vällingby, 1956

Gustaf Lennart Eugen Olson (21. prosince 1925 v Göteborgu – 14. května 2010 ve Steninge) byl švédský fotograf a filmař.

## Životopis
Olson, jehož otec byl fotograf, vyrostl ve Fritsle. Mezi lety 1940 a 1948 zastával různé pozice fotografa a vykonával vojenskou službu. V letech 1955 až 1960 byl nezávislým fotografem s různými úkoly a cestoval po Evropě a Asii. Členem fotografického kolektivu Deset fotografů byl od roku 1958. Stal se známým jako umělecký fotograf s obrázky mimo jiné mostů. V roce 1960 natočil své první televizní filmy v souvislosti s reportážní cestou k Černému moři. Poté následovalo asi padesát filmů pro švédskou televizi. Počátkem osmdesátých let začal znovu pracovat jako umělecký fotograf.
Olsonovy fotografie mostů byly mimo jiné vyobrazeny na poštovních známkách a prodávány jako reprodukce.
V Hallands konstmuseum je rozsáhlá sbírka obrazů, negativů, filmů a korespondence Lennarta Olsona.

## Regi
- 1970 Förpassad
- 1962 Flamenco

## Galerie

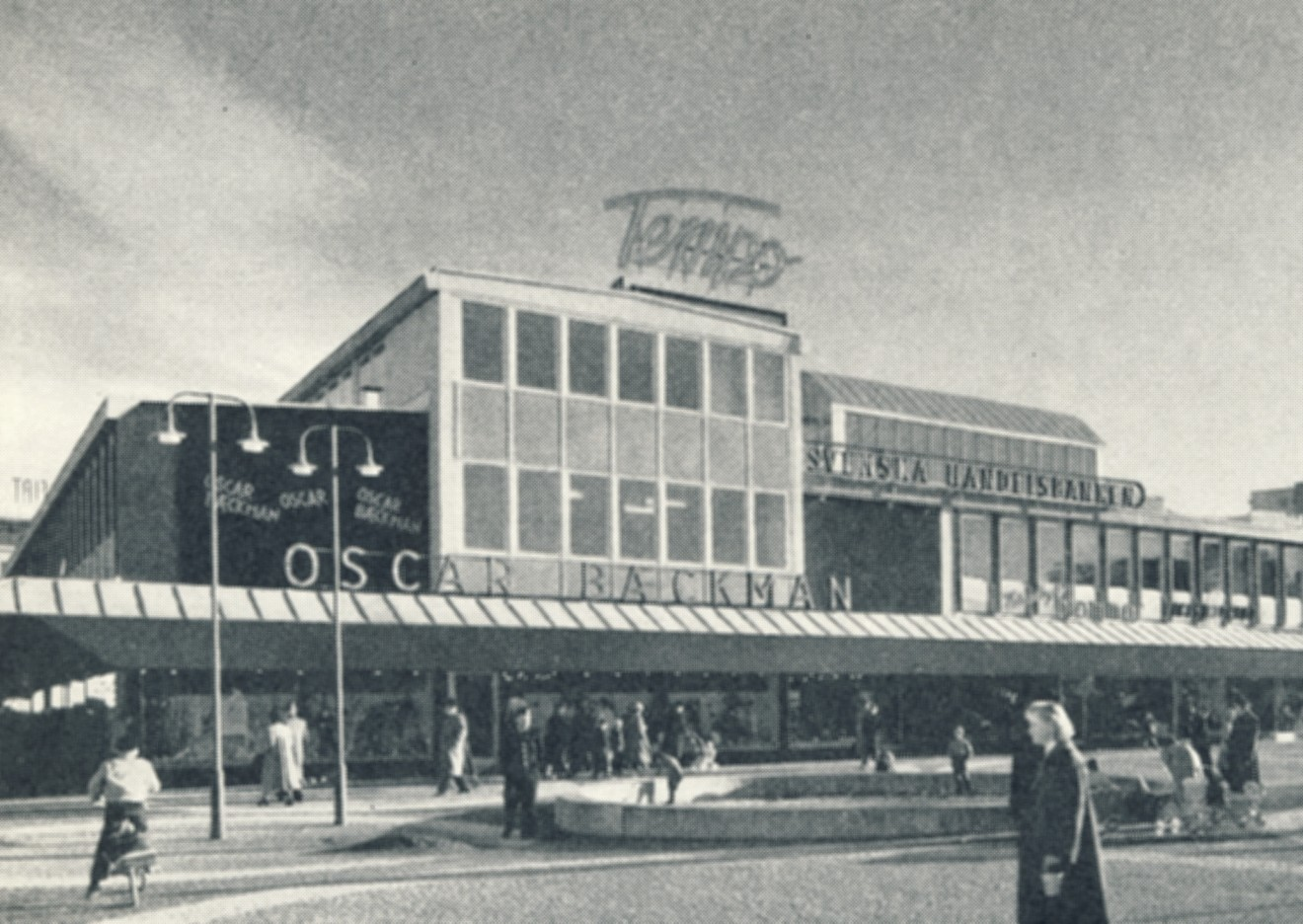
Středisko Vällingby, 1956
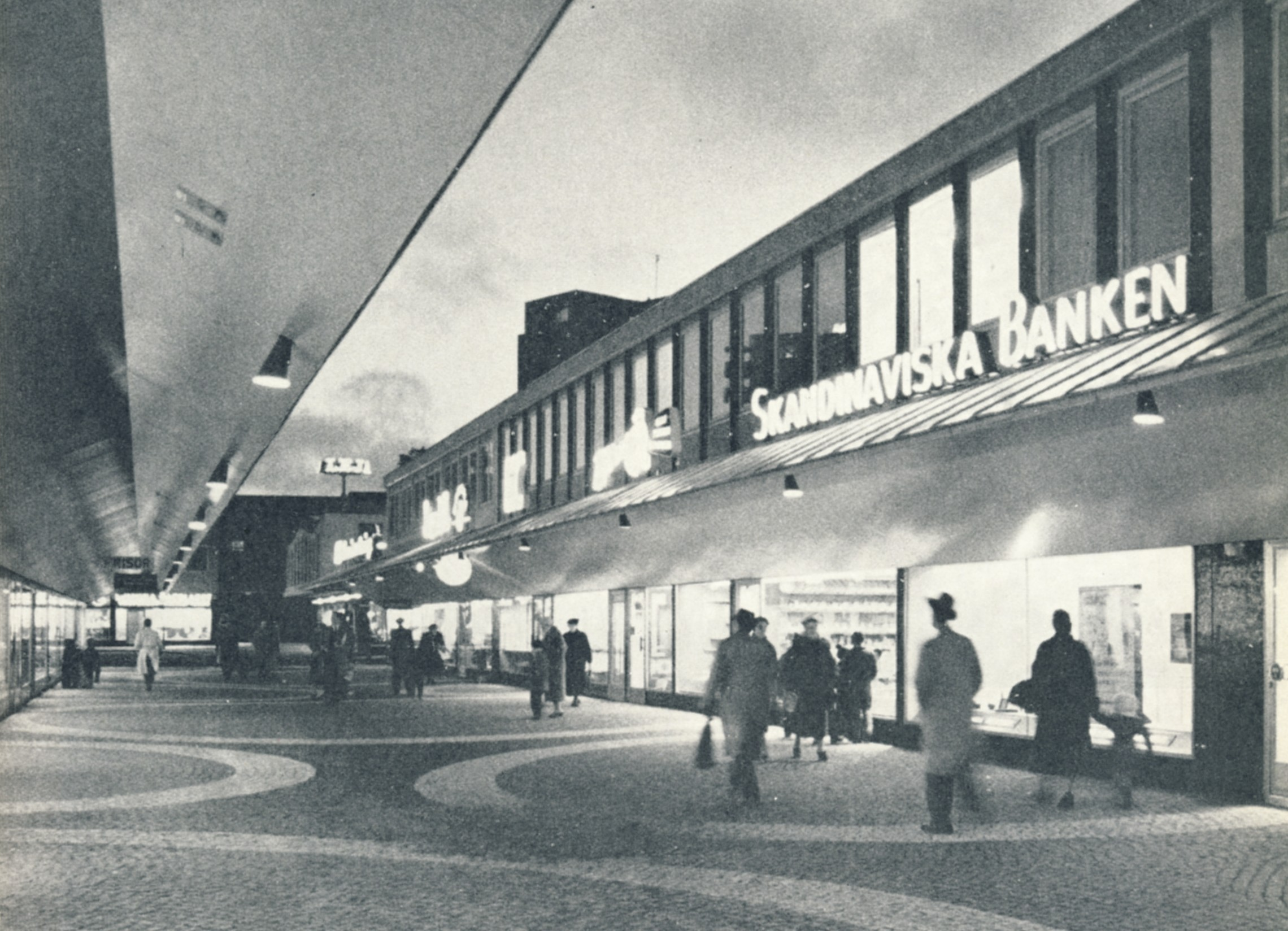
Středisko Vällingby, 1956
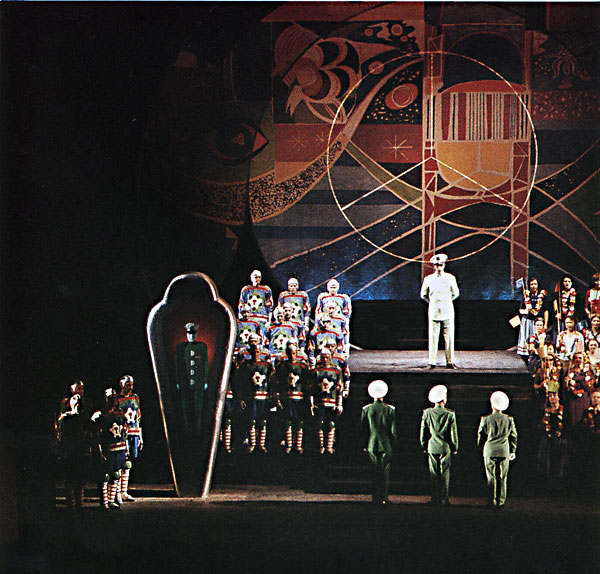
Aniara, 1959
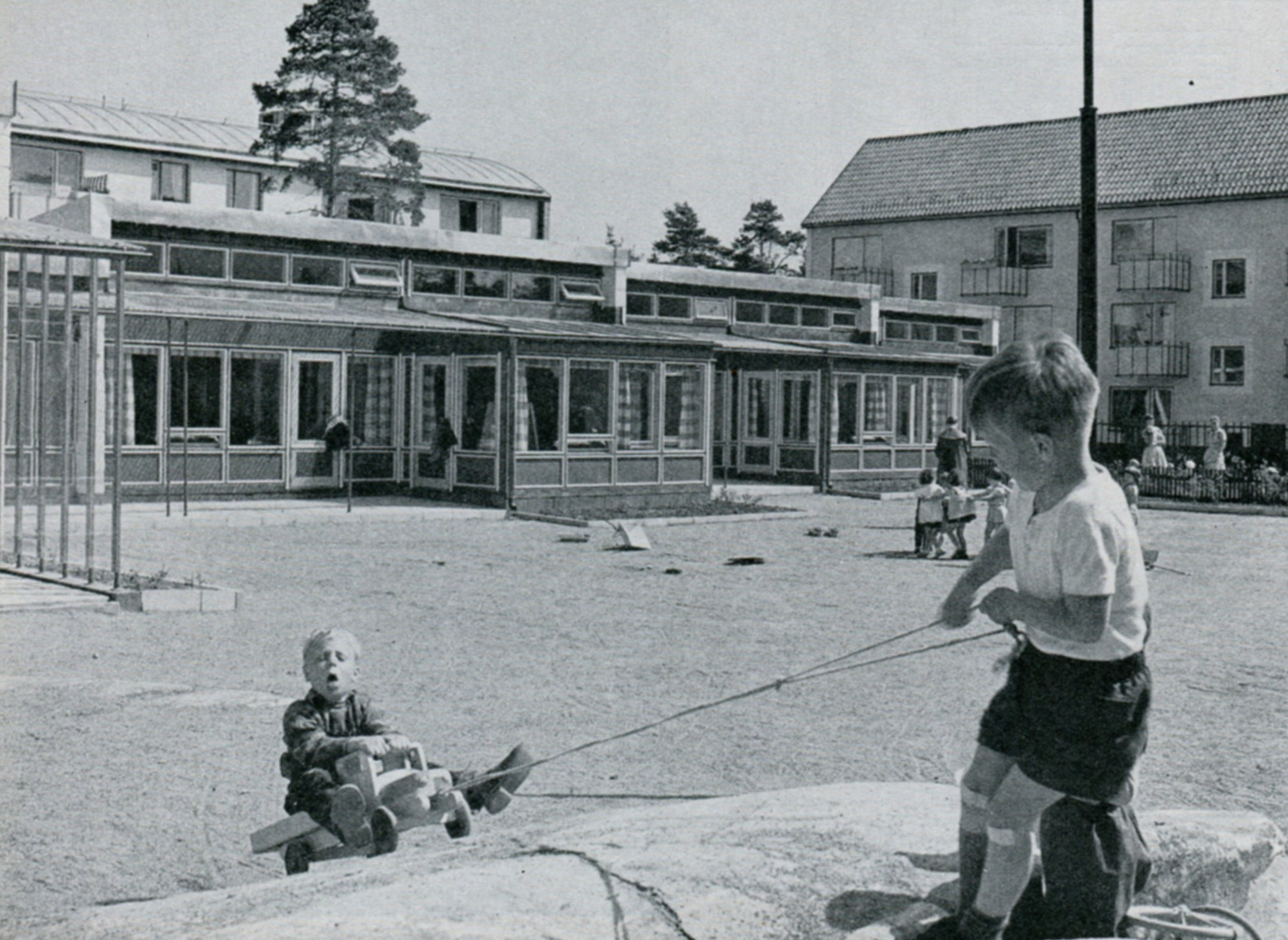
Hässelby Familjehotell, 1956
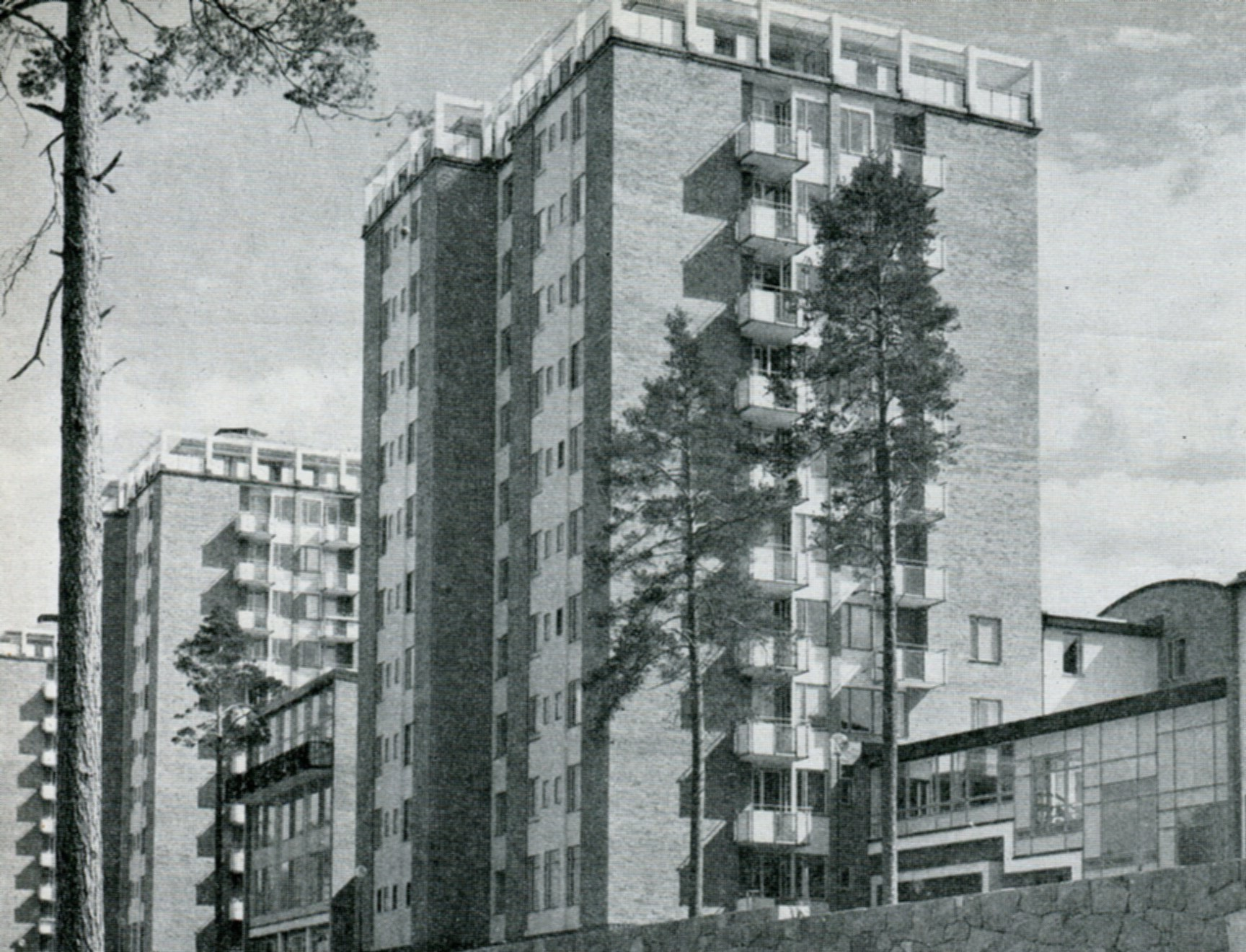
Hässelby Familjehotell, 1956
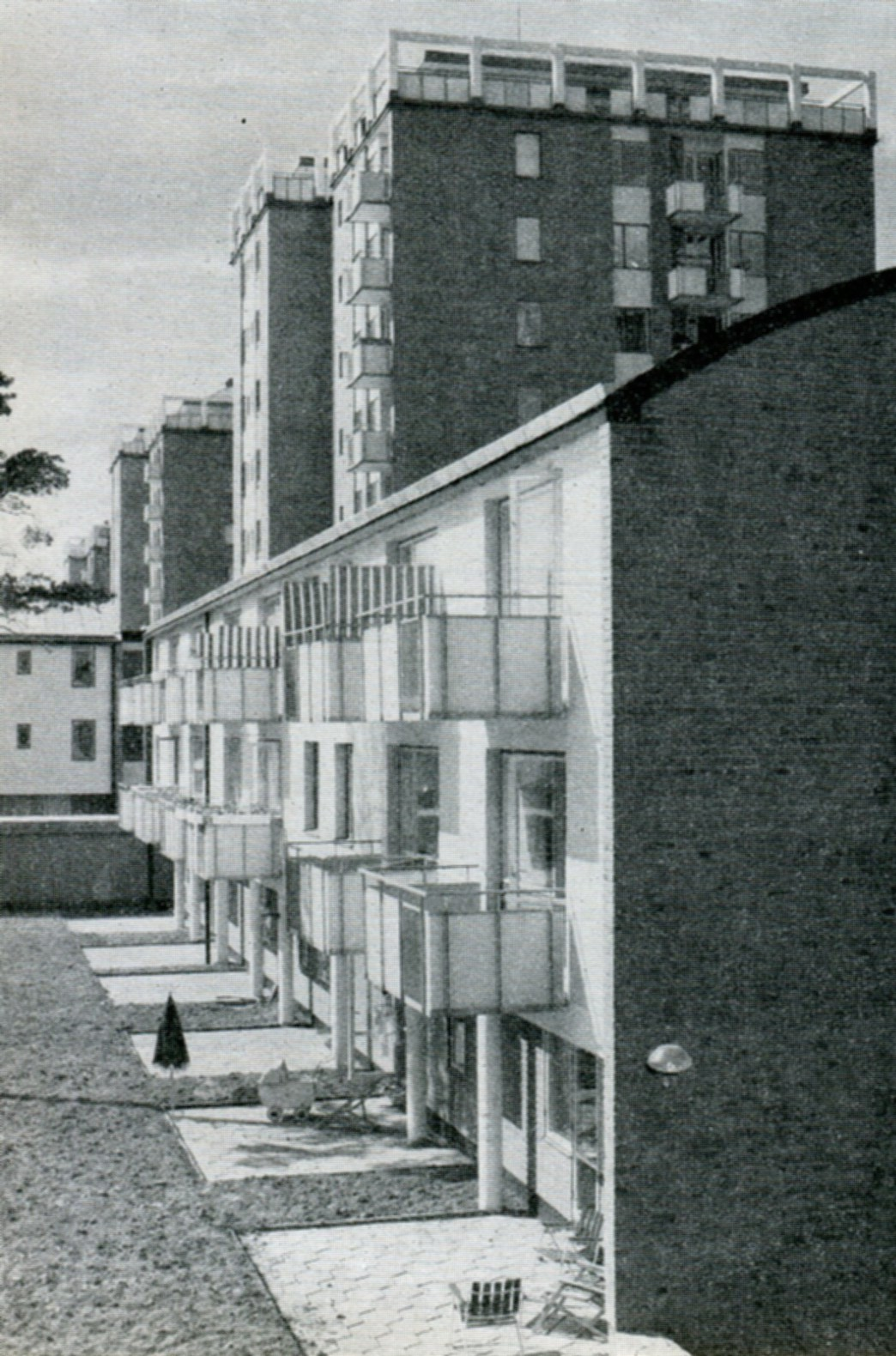
Hässelby Familjehotell, 1956
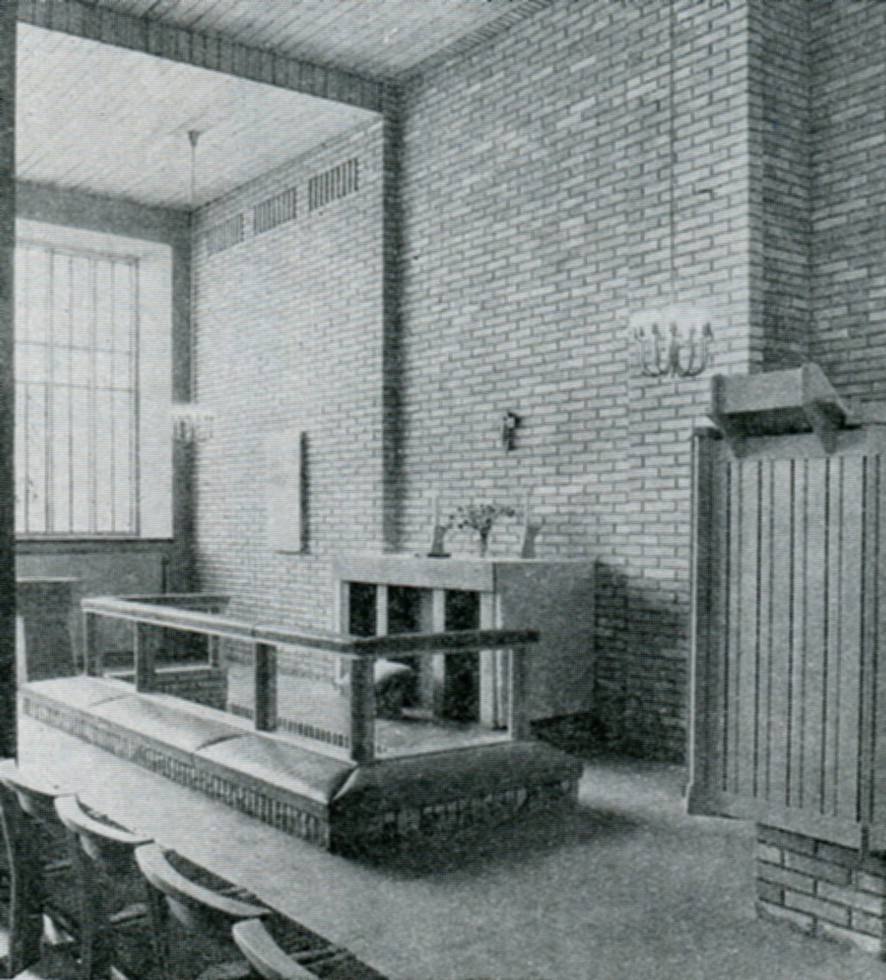
Hässelby Familjehotell, 1956
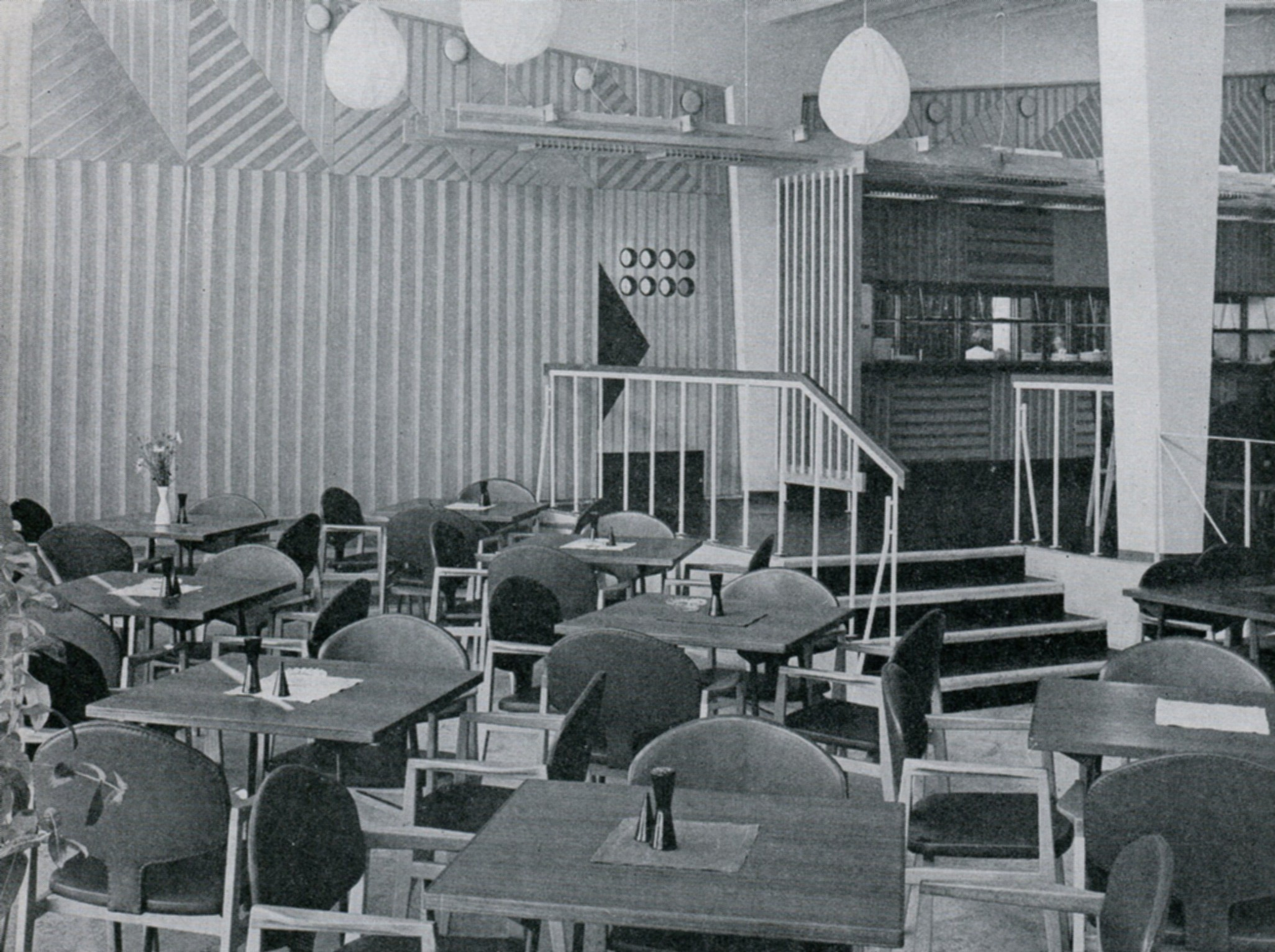
Hässelby Familjehotell, 1956
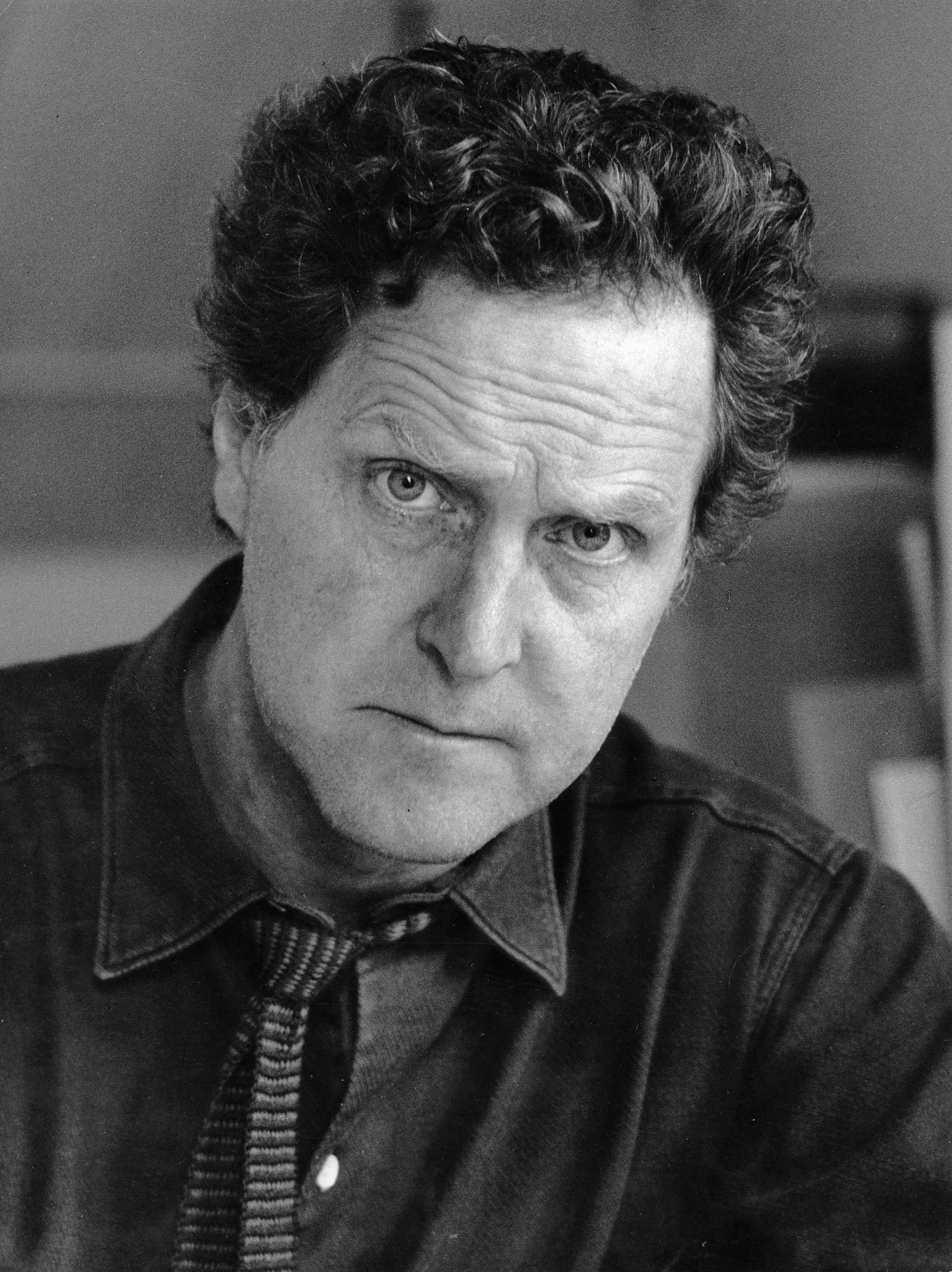
Klas Anshelm